# Phyllanthus ibonensis
Phyllanthus ibonensis är en emblikaväxtart som beskrevs av Henry Hurd Rusby. Phyllanthus ibonensis ingår i släktet Phyllanthus och familjen emblikaväxter.
Artens utbredningsområde är Bolivia. Inga underarter finns listade i Catalogue of Life.